# Sula (Dnjepar)
Sula (ukrajinski: Су́ла, ruski: Су́ла) je rijeka u istočnoj Ukrajini, pritok Dnjepra, duga 363 km. Površina sliva iznosi 19.600 km².
Rijeka izvire u ukrajinskoj Sumskoj oblasti zatim teče kroz Poltavsku i Čerkašku oblast gdje se ulijeva u Dnjepar.  Rijeka se u Dnjepar ulijeva kroz veliko Kremenčuc'ko jezero s kojim tvori veliku deltu s brojnim otocima, na kojima žive rijetke vrsta ptica. Najveći pritok Sule je rijeka Udaj duga 327 km. Veći gradovi na Suli su Lubny, Romny i Červonozavods'ke.

## Vanjske poveznice
|  | Zajednički poslužitelj ima još gradiva o temi Sula (Dnjepar) |